# Kunskapsskolan

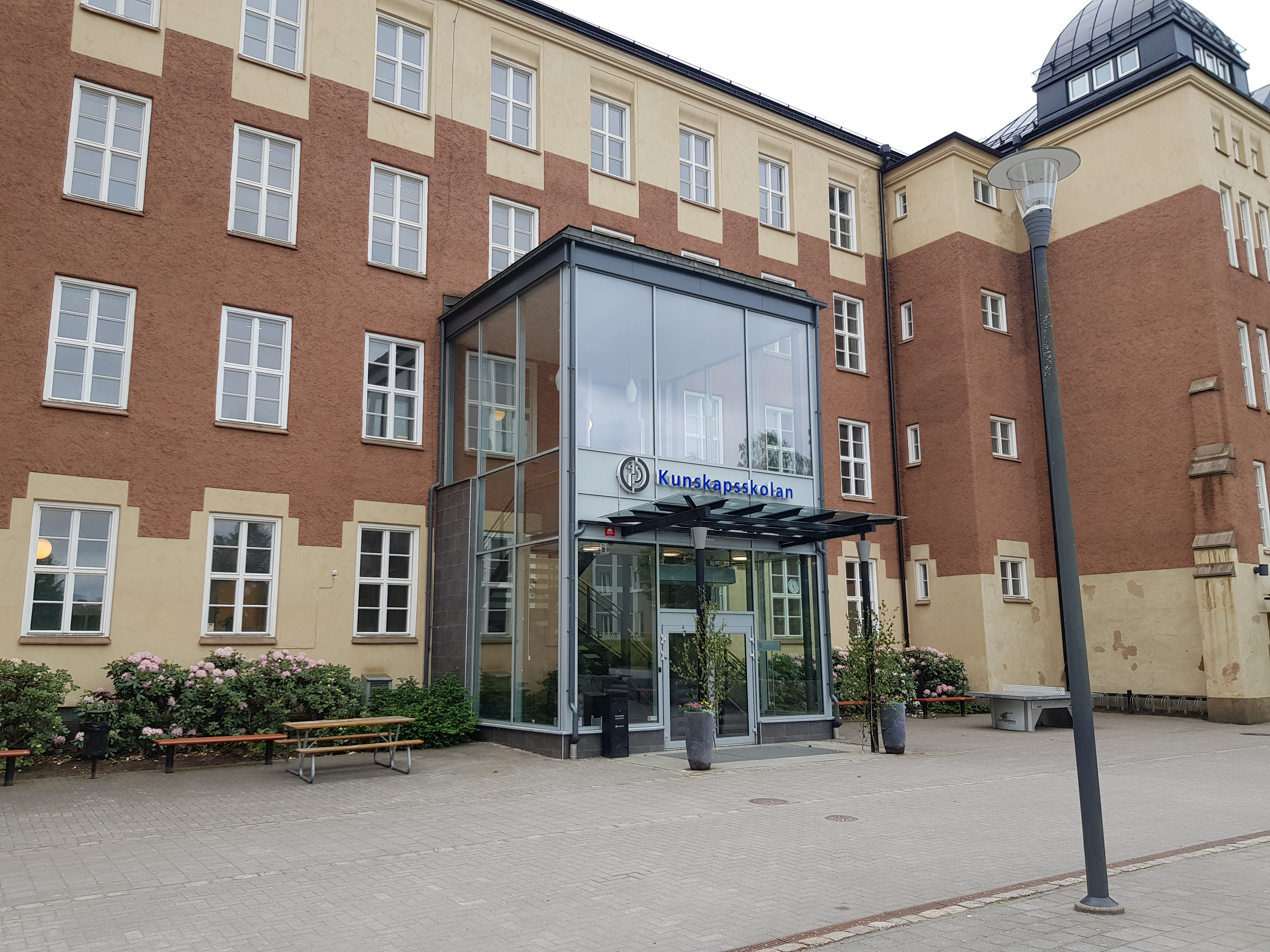
Kunskapsskolan in Borås

Kunskapsskolan (KED) (Nederlands: Kennisschool) is een van oorsprong Zweeds onderwijsconcept voor gepersonaliseerd leren. De afkorting KED staat voor Kunskapsskolan EDucation.

## Geschiedenis
Het Zweedse bedrijf Kunskapsskolan is eind jaren 90 opgericht door de familie Emilsson. Anno 2022 zijn er Kunskapsskolan scholen in Zweden, India, Nederland, Saoedi-Arabië, de Verenigde Staten, het Verenigd Koninkrijk en Zuid-Afrika. Bij Kunskapsskolan heeft iedere leerling een eigen coach en persoonlijk leerplan.

## Nederland
Kunskapsskolan Nederland is in 2014 opgericht. Anno 2022 zijn er ongeveer 60 van deze scholen in Nederland.

### Kritiek
Verschillende scholen in Nederland zijn gestopt met Kunskapsskolan. Zo stopte het Stella Maris College met Kunskapsskolan omdat het systeem in de brugklas zorgde voor achterstanden. Ook onderwijsexpert Pedro De Bruyckere heeft zich er kritisch over uitgelaten.